# Castella adulterina
En la historia de Inglaterra de los siglos XI a XIII, la castella adulterina (en inglés adulterine castle; en español, castillo adulterino) se refiere, normalmente, a un castillo construido sin la autorización o permiso del monarca o, siguiendo la tradición de los normandos recién llegados a las islas británicas, de un duque.
Así, en 1102 Enrique I asedió al castillo de Bridgnorth, construido «en contra de las órdenes del rey» por el rebelde Robert de Belleme. El compendio de leyes redactado en torno al 1115, The Laws of Henry I (Las leyes de Enrique I) señalaba el delito de «construir un castillo sin permiso» (castellatio sin licentia) o «contra las órdenes de». No obstante, entre 1111 y 1118, el señor de Le Puiset construyó tres fortificaciones de este tipo.
Algunos autores, sin embargo, señalan que el término, sobre todo en el contexto de la Anarquía (1135-53), no se refiere tanto a que los castillos fueron construidos sin licencia o permiso, sino porque fueron construidos y usados por las facciones rebeldes.
Aunque la única definición contemporánea «oficial» es la que aparece en el último artículo de la nueva redacción de la Carta Magna, de 1217, que señala el fin de la primera guerra de los barones (1215-17). que señala que las castra adulterina son «aquellos castillos construidos o reconstruidos a partir del comienzo de la guerra librada entre el rey Juan y los barones de Inglaterra», otra definición extendida sería la de un castillo construido sin el permiso específico del monarca de coronarlo con almenas. En este sentido, uno de las primeras menciones de un permiso de almenar de que se tiene constancia fue el permiso que el rey Esteban concedió en 1141 a Geoffrey de Mandeville, a quien la emperatriz Matilde también le concedió permiso ese mismo año para construir un novum castellum super Lviam, probablemente el castillo de South Mimms.
El gran número de estos, construidos sobre todo a partir de mediados del siglo XI y, más tarde, durante el reinado Esteban de Inglaterra, a mediados del siglo XII, llegó a suponer, según el historiador y geógrafo Norman Pounds «la raíz de todos los males del reinado» de Esteban.
Sin embargo, el término es confuso, entre otras consideraciones porque no está bien documentada la historia de la construcción de fortificaciones en Inglaterra antes del siglo XI, y existe aún mucho debate entre los historiadores acerca de quién tenía permiso para construir fortificaciones o bajo qué circunstancias. En parte, la dificultad de definir al castillo adulterino se debe a la falta de documentación respecto a su construcción, precisamente por haber sido construido sin permiso. Otro aspecto a tener en cuenta es que no toda fortificación de la época es un castillo en el sentido de una construcción sólida que pueda resistir a un asedio y que lo más probable es que se tratarían de motas castrales o de shell keeps típicos de Inglaterra en esa época, o simples castros —incluso fuertes de madera o empalizadas—, sobre todo si se tiene en cuenta las dificultades que suponen para la construcción los tiempos de guerra. Así mismo, es probable que en muchas casos la fortificación, no solo con almenas, sino también lon fosos, fuese incluso simplemente simbólica, de la misma manera que hoy en día muchas de las alarmas contra robo y la cámaras de vigilancia son postizas.
No obstante lo anterior, salvo algún caso en concreto, no consta que un monarca concedería licencias expresas para construir castillos hasta el reinado de Juan I a finales del siglo XI, aunque está documentado el permiso que Enrique I concedió al arzobispo de Canterbury en 1127 para construir en Rochester un municuionem (fortificación) o turris (torre).

## Guerras civiles
Las guerras civiles acontecidos durante los reinados de Esteban de Inglaterra (la Anarquía, 1135-1153 y del rey Juan (primera guerra de los barones (1215-17) trajeron consigo sendas reafirmaciones del poder del monarca, las cuales incluían la destrucción de los castillos adulterinos.
Un claro ejemplo de la construcción de un castillo adulterino tiene lugar en la década de 1140 cuando la ciudad de Coventry y su castillo fueron asediados y los sitiadores, liderados por el anterior dueño del castillo, el barón Gernon, construyeron un castillo adulterino de entre las obras que se estaban llevando a cabo para la construcción del monasterio benedictino —y futuro catedral— de St. Mary.

## Castillos específicos
- El primer castillo de Allington, construido entre 1135 y 1154, fue destruido en 1174 por orden de Enrique II.[22]

- El castillo de Bolebec, construido por Hugh de Bolebec en 1147, no fue demolido por orden de  Enrique II.[9] El papa Eugenio III lo mencionó como «construido de forma ilícita».[23]

- El castillo de Braintree fue otro castillo adulterino construido por Geoffrey de Mandeville en 1141.[24]

- El castillo de Brimpsfield,[25] propiedad del poderoso John Giffard, fue destruido en 1322[26] Posiblemente construido c. 1150, los restos aún visibles indican que se trataba de un castillo imponente, con un gran torreón y un gran foso.[26]

- El castillo de Great Easton fue construido durante la Anarquía, probablemente  entre 1139 y 1144.[27][28]

- El castillo de Hallaton fue posiblemente uno de los castillos adulterinos destruidos por orden del conde de Leicester.[9]

- El castillo de Loewe Hill o Wakefield fue, probablemente, un castillo adulterino que no llegó a terminar de construirse, posiblemente por el fallecimiento, en 1148, de su propietario, el conde de Warrenne,[29] en la segunda cruzada.[30]

- El castillo de Luton, construido en 1139 por Robert de Waudari.[31]

- Campamento de Mount Caburn, Lewes. Originalmente, entre 400 y 250 a. C., fue un pueblo de la Edad del Hierro,[32] siendo fortificado como castro a partir de 100 a. C. y fortificado de nuevo durante la ocupación romana y posteriormente, posiblemente también por los sajones. A mediados del siglo XII fue fortificado como castillo adulterino.[33]

- El castillo de Newbury, construido en 1152,[8] fue uno de varios castillos adulterinos propiedad de John Marshal,[34] partidario de la emperatriz Matilde, durante la Anarquía. Durante el asedio del castillo por el rey Esteban, este amenazó a Marshal con matar a su hijo, Guillermo el Mariscal,[nota 10] que había sido entregado como rehén durante una tregua, si el padre no se rendiera.[34][35]

- El castillo de Penstowe fue una mota castral, probablemente adulterina, destruida por orden de Enrique II.[36]

- El castillo de Pleshey, unos de varios castillos adulterinos construidos por Geoffrey de Mandeville, fue destruido por Enrique II.[9]

- El castillo en Shaftesbury, probablemente un shell keep con foso.[12]

- El castillo de South Mimms, una mota castral construida por Geoffrey de Mandeville, con permiso de la emperatriz Matilde, como novum castelum super Lviam.[6] Fue probablemente destruido dos años más tarde.[37]

- El castillo de Totternhoe, una mota castral, fue posiblemente construido durante la Anarquía.[9]

- El castillo en Truro, probablemente un shell keep, una construcción defensiva sucesora a la mota castral, fue posiblemente construido por el conde de Mortain. fue derribado c. 1154 por orden de Enrique II.[38]